# Belišće
Belišće este un oraș în cantonul Osijek-Baranja, Croația, având o populație de 10.825 de locuitori (2011).

## Demografie
Componența etnică a orașului Belišće
     Croați (94,61%)
     Romi (2,01%)
     Sârbi (1,83%)
     Necunoscut (0,29%)
     Neclasificat (1,07%)
Componența confesională a orașului Belišće
     Catolici (91,95%)
     Fără religie și atei (2,65%)
     Ortodocși (2,12%)
     Necunoscută (1,49%)
     Alte religii (1,78%)
Conform recensământului din 2011, orașul Belišće avea 10.825 de locuitori. Din punct de vedere etnic, majoritatea locuitorilor (94,61%) erau croați, existând și minorități de romi (2,01%) și sârbi (1,83%). Apartenența etnică nu este cunoscută în cazul a 0,29% din locuitori. Din punct de vedere confesional, majoritatea locuitorilor (91,95%) erau catolici, existând și minorități de persoane fără religie și atei (2,65%) și ortodocși (2,12%). Pentru 1,49% din locuitori nu este cunoscută apartenența confesională.